# 秋風のプロムナード
秋風のプロムナード（あきかぜのプロムナード）は、日本の歌。作詞：橋本寛、作曲：桑原研郎、編曲：若草恵、歌：やまさわ文桜。1995年10月 - 11月、NHKの歌番組「みんなのうた」で放送。